# Oj, Triglav, moj dom
»Oj, Triglav, moj dom« je pesem, ki jo je radgonski duhovnik, pesnik in prevajalec Matija Zemljič leta 1894 pod imenom »Slavin« objavil v mariborskem bogoslovnem glasilu Lipica. 
Leta 1895 je Jakob Aljaž skladbo odkril in uglasbil. V originalni zasedbi Jakob Aljaž, Matej Hubad, Andrej Gassner, Janez Klinar in Tomaž Košir so jo prvič izvedli ob odprtju Aljaževega stolpa.

## Zgodovina
Besedilo je Zemljič napisal med letoma 1893 in 1894, ko je v Mariboru služboval kot duhovnik. Tam je pesem leta 1894 tudi prvič uradno izšla v bogoslovnem rokopisnem glasilu »Lipica«. Ker pa se je pod tekst podpisal kot »Slavin«, pravo ime avtorja dolga leta ni bilo znano. Navdih je dobil pri nemški domoljubni pesmi »O Schwarzwald, o Heimat«. Po zanesljivih virih iz prispevka Slavka Klinarja o knjigi avtorja Cirila Ambroža »Prlekija«, ki je izšla ob 100.-obletnici Planinske zveze Slovenije leta 1993, je jasno razvidno, da je besedilo pesmi »Oj, Triglav, moj dom« zagotovo napisal Matija Zemljič, ki je živel daleč stran od gora.
Leta 1895 je bila pesem objavljena še v dijaškem listu Zora (št. 53), kjer jo je odkril župnik Jakob Aljaž in jo takoj uglasbil. Aljaž je note za skladbo objavil leta 1896 pri Slovenskem planinskem društvu: Triglav: Slavnostna pesem ob otvoritvi Triglavske koče na Kredarici dne 10. avgusta leta 1896 (edini ohranjeni izvod je v Glasbeni zbirki v NUK-u).

## Zasedba

### Avtorstvo
- Matija Zemljič – besedilo (1894)
- Jakob Aljaž – glasba (1895)

### Premierna izvedba
- Jakob Aljaž – vokal
- Matej Hubad – vokal (pevovodja)
- Andrej Gassner – vokal (tržaški tovarnar)
- Janez Klinar »Požganc« – vokal (delavec in Aljažev pomočnik)
- Tomaž Košir »Koblar« – vokal (delavec in Aljažev pomočnik)

## Aljažev spomin
Aljaž se takole čustveno spominja slavnostne otvoritve Aljaževega stolpa 22. avgusta 1895 in prve izvedbe te pesmi:
| “ | »Bilo je krasno vreme, navzoči so bili na vrhu poleg mene še pevovodja Hubad, tržaški tovarnar Grassner, delavca Požganc in Koblar. Požganc vrže dinamitni patron, ki močno poči, zamašek šampanjske buteljke skoči kvišku s pokom, mi zapojemo Ave maris stella, potem Triglav moj dom in otvoritev je bila končana.« | ” |